# La jangada
La jangada (subtitulada Ochocientas leguas por el Amazonas) (La jangada. Huit cents lieues sur l’Amazone) es una novela del escritor francés Julio Verne, prepublicada por entregas en la Magasin d’Éducation et de Récréation desde el 1 de enero de 1881 hasta el 1 de diciembre del mismo año y como libro en dos volúmenes (el 20 de junio y el 10 de noviembre) y en un volumen doble, incluyendo el cuento De Rotterdam a Copenhague.
Una familia viaja en un balsa gigante, denominada "jangada", a lo largo de todo el río Amazonas. En el trayecto, el patriarca es amenazado por un hombre con descubrir su secreto si no le da a su hija en matrimonio. Lo único que podrá salvar a su hija y posteriormente su vida será un acertijo indescifrable.

## Resumen
Los Garral son una familia muy importante de Iquitos (Perú) que debido al casamiento de su hija tiene que viajar a Belém, fuera de las fronteras del país, navegando por el Amazonas con todo el séquito de familiares y criados a bordo de una jangada (embarcación típica). Lo que nadie sabe es que el padre de familia esconde un terrible secreto, ya que es un antiguo prófugo de la justicia, por lo que, entrando en Brasil, podría verse con problemas judiciales, incluso ajusticiado, al no prescribir el delito de asesinato por el que huyó en su día. Pero ahí surge un personaje siniestro que tiene en su poder un manuscrito escrito en clave por el que se exonera a Garral del delito por el cual es perseguido, poniendo como condición de entrega de ese manuscrito la mano de la hija del Sr. Garral. Éste se niega al tal chantaje, por lo que deberá afrontar a la implacable justicia. De ahí en adelante deberán luchar todos contra el reloj, que va marcando las escasas horas de vida que le quedan hasta la ejecución para poder hacerse con el manuscrito y descifrar la clave.

## Lista de capítulos

### Primera parte
- I Un capitán del bosque.
- II El ladrón robado.
- III Juan Garral y su familia.
- IV Las vacilaciones de Juan Garral.
- V El río Amazonas.
- VI La tala de un bosque.
- VII El final de un bejuco.
- VIII La jangada.
- IX El cinco de junio.
- X Hacia Pebas.
- XI Camino de la frontera.
- XII El barbero.
- XIII Aparece Torres.
- XIV Río abajo.
- XV Sigue el viaje.
- XVI En Ega.
- XVII El ataque de los caimanes.
- XVIII La comida de llegada.
- XIX Una vieja historia.
- XX Los dos hombres.

### Segunda parte
- I La ciudad de Manaus.
- II Primeros momentos.
- III El pasado.
- IV Las pruebas morales.
- V Las pruebas materiales.
- VI Benito y Torres.
- VII Decisiones.
- VIII Los primeros sondeos.
- IX Nuevas investigaciones.
- X En el fondo del río.
- XI El contenido de la caja.
- XII El documento.
- XIII Cifras.
- XIV A toda costa.
- XV Últimos intentos.
- XVI Preparativos.
- XVII La última noche.
- XVIII Fragoso.
- XIX El crimen de Tijuco.
- XX El bajo Amazonas.

## Temas vernianos tratados

### Criptografía
Verne, como buen discípulo de Poe, hace de nuevo buen uso de la criptografía como en "Viaje al centro de la Tierra", "Los hijos del capitán Grant" y "Matías Sandorf". En esta ocasión, aparte de leer el manuscrito al revés, hay que trasladar algunas letras.

### Exploraciones
En línea con los demás "Viajes extraordinarios", "La jangada" aprovecha la geografía como ningún otro: esta vez, la del río Amazonas.
"La jangada", "Martín Paz", "El faro del fin del mundo" y  "El soberbio Orinoco" son los únicos "Viajes extraordinarios" que tienen como marco único Sudamérica.

### Anticipaciones
Al igual que "Veinte mil leguas de viaje submarino", presenta como novedad el uso de la escafandra.

## Adaptaciones

### Cine
- 1958: "800 leguas por el Amazonas" México. 
  - Dir.: Emilio Gómez Muriel.
  - Guion: Julio Alejandro.
  - Int.: Carlos López Moctezuma, Rafael Bertrand, Elvira Quintana, Raúl Farell, María Duval, Beatriz Aguirre, Federico Curiel, Enrique Aguilar, Antonio Raxel, Armando Gutiérrez.[3]
- 1993: "800 leguas por el Amazonas" ("Eight Hundred Leagues down the Amazon"). Coproducción entre los Estados Unidos y el Perú. 
  - Dir.: Luis Llosa.
  - Int.: Daphne Zúñiga, Adam Baldwin, Barry Bostwick, Tom Verica, E.E. Bell, Ramsay Ross, Elsa Aguirre, Elvira Quintana, Carlos López Moctezuma.[4]

### Televisión
- 2001: "La Jangada". Animación. Colección: "Los viajes fantásticos de Julio Verne". La Fabrique. Francia.
  - Dir.: Jean-Pierre Jacquet.

### Edición Ilustrada
En el año 1965, dentro de su colección "Historias Selección", la editorial Bruguera dedicó el número 16 de la serie "Julio Verne" a esta novela, de cuya edición cabe destacar las ilustraciones realizadas por Carlos Sanchis Tortosa